# Anne-Laure Viard
Anne-Laure Viard (Arras, 7 giugno 1981) è una canoista francese, vincitrice della medaglia di bronzo ai Giochi olimpici di Pechino 2008 nel K2 500m, in coppia con Marie Delattre.

## Palmarès
- Olimpiadi

Pechino 2008: bronzo nel K2 500m.
- Mondiali

2005 - Zagabria: bronzo nel K2 500m.
2007 - Duisburg: bronzo nel K2 500m.
2009 - Dartmouth: bronzo nel K1 200m.
- Campionati europei di canoa/kayak sprint

Poznań 2005: bronzo nel K2 500m.
Racice 2006: bronzo nel K1 200m.
- Giochi del Mediterraneo

2005 - Almería: bronzo nel K1 500m.